# Chiesa della Madonna della Croce (Viggiù)
La chiesa della Madonna della Croce si trova a Viggiù. Il nome si riferisce alla collocazione della medesima in prossimità di un quadrivio, spazio in cui, nell'antichità, si solevano edificare cappelle o altri popolari luoghi di culto.
Della chiesa della Madonna della Croce, chiamata anche beata Vergine dell'Assunta, si hanno notizie sul finire del secolo XV, i primi interventi di ampliamento sono avvenuti nel corso della prima metà del Settecento. La facciata, in chiaro stile bramantesco, fu realizzata verso la metà dell'Ottocento su disegno di Giacomo Buzzi Leone. Le parti di maggior rilievo sono: portali, finestre, elementi architettonici in pietra di Viggiù; ai lati della facciata, medaglioni in terracotta dello scultore Luigi Buzzi Leone raffiguranti: a sinistra Mosè, a destra Davide.
È una specie di Pantheon dei Viggiutesi illustri; al suo interno si riscontrano diversi stili, dal barocco dell'altare al neoclassico di alcune statue, sino ai rilievi in stile moderno.
Appoggiati alla parete di sinistra abbiamo: il monumento al Giureconsulto Paolo Piazza, opera del figlio scultore Giovanni, segue il monumento a Antonio Buzzi Quattrini (1807), dello scultore Stefano Butti, segue, dello stesso autore e l'altare di Sant'Apollonia, con statua in gesso, di stile neoclassico. Sulla parete destra trova collocazione un'Annunciazione del viggiutese Nando Conti.
L'altare principale fu eseguito in stile barocco, su disegno dell'architetto Gabriele Longhi e dallo stesso donato alla chiesa.
L'affresco al centro dell'altare, pur avendo subito dei ritocchi nel corso del tempo, attrae il visitatore per la sua composizione e la vivacità dei colori. Dipinto da un ignoto artista, verso la fine del XV secolo, è attribuito alla scuola del Bergognone. Rappresenta la "Vergine col Bambino", seduta sopra un ricco "trono" di stile gotico.
Ai fianchi dell'altare, sulla parete, fra decorazioni a stucco, si trovano i dipinti dei Santi Lorenzo e Stefano, risalenti ai primi dell'800. Sulla volta dell'altare si trova l'affresco raffigurante la Santissima Trinità, mentre, in quella dell'aula, l'Assunzione di Maria in Cielo, con agli angoli i Quattro Evangelisti, opera della maturità dello scultore viggiutese Stefano Butti.
Prima di uscire dalla chiesa si noti la bella e comoda loggia, che il defunto conte Renato Borromeo aveva fatto costruire per assistere alle funzioni religiose, collocandovi nel centro l'antico motto di famiglia in latino: "HUMILITAS". Il modesto campanile a tre campane, fu eretto nel 1859, in sostituzione del precedente a vela.